# Alfio Flavo
Alfio Flavo fue un retórico romano del siglo I de nuestra era. Fue discípulo de Cestio y se asegura que aventajó en elocuencia a su maestro, el cual, después de las lecciones de Flavo, no se atrevía a hablar en público.
Cultivo también la poesía, pero, según Cestio, se notaba demasiado en sus composiciones la influencia de Ovidio.